# Tasa única de retorno
La tasa única de retorno (TUR), también conocida como tasa interna de retorno modificada, es un método de valoración de la inversión que permite realizar un análisis más eficiente a aquellos casos en los que se presentan los denominados "Proyectos no convencionales" donde los flujos de caja sufren cambios de signo en más de una ocasión. Esta situación conlleva a la existencia de más de una tasa interna de retorno (TIR múltiple) que no puede ser calculada de forma tradicional. El objetivo de esta tasa es realizar una reinversión en los flujos incrementales de los fondos del proyecto a una tasa diferente de la TIR descontando con base en una tasa de financiamiento y capitalizando a una tasa de reinversión.
La principal y gran ventaja de la TUR es que garantiza la existencia de una sola tasa eliminando los problemas en los patrones del flujo introduciendo la reinversión de los ingresos y costo de los egresos a tasas diferentes de la TIR. Es importante tener claridad en que al ser una tasa, únicamente revela un porcentaje y no la magnitud de las inversiones sin olvidar también que entre más alta es con respecto al costo de capital mayor será el nivel de viabilidad del proyecto.

### Tasas asociadas
- Tasa de financiamiento: Se define como la tasa de dinero pagado por todos los recursos ajenos destinados al proyecto y su función principal es la de traer al valor presente la totalidad de los flujos del fondo negativos.
- Tasa de re-inversión: Se define como la tasa de dinero obtenido a lo largo del flujo de fondos y se utiliza para llevar al valor futuro los flujos del fondo positivos

## Método de cálculo
Para el análisis e interpretación de esta tasa se debe calcular, en primera medida, el valor futuro equivalente de los ingresos y el valor presente equivalente de todos los egresos del proyecto. Partiendo de la siguiente expresión se puede deducir fácilmente el valor de la TUR.

###### Ecuación de partida
{\displaystyle F=P*(1+TUR)^{n}}
donde:
- F: Valor Futuro
- P: Valor Presente
- TUR: Tasa Única de Retorno
- n: Período

###### Ecuación de la TUR[2]
al despejar la ecuación se obtiene:
{\displaystyle TUR=({\frac {F}{P}})^{1/n}-1}
donde:
- F: Valor Futuro
- P: Valor Presente
- TUR: Tasa Única de Retorno
- n: Período

## Análisis e interpretación
Existen 3 criterios que permiten decidir  si se acepta o no la viabilidad de un proyecto. Dichos criterios son los siguientes:
1. Si  {\displaystyle TUR>TO}, entonces se debe aceptar la viabilidad financiera del proyecto. Esto quiere decir que los ingresos repondrán de alguna forma los costos de inversión.
2. Si  {\displaystyle TUR=TO}, entonces se dice que la decisión es indiferente.
3. Si  {\displaystyle TUR<TO}, entonces se considera que el proyecto no es viable financieramente y de ser necesario se debe buscar otra opción.

donde:
- TO: Tasa de oportunidad definida como los costos de inversión del proyecto.